# 여성주의 인식론
여성주의 인식론은 인식론의 주제에 대한 검토, 즉 여성주의 관점에서의 지식 이론이다. 엘리자베스 앤더슨은 젠더가 우리의 지식 개념에 영향을 미치는 방법, "질문과 정의의 연습"과 관련된 존재로서의 여성주의 인식론을 설명한다. 이것은 일반적으로 사회주의 인식론 아래에 있다.
여성주의 인식론은 윤리적이고 정치적인 것이 인식론적 관습과 근거의 해석을 형성하는데 있어서 얼마나 중요한 가치를 가지는가를 강조한다. 여성주의 인식론은 어떻게 젠더가 우리의 지식의 이해와 지식이론의 정의에 영향을 미치는가를 연구한다; 이것은 어떻게 지식과 정의가 여성에게 불이익이 있는지를 보여준다. 여성주의 인식론의 연구자들은 지식은 여성이 질문하는 것을 막고, 여성을 열등한 존재로 표현함으로써 여성을 차별하고 있다고 주장한다. 그 이유는 이러한 지식 이론들이 젠더 위계를 강화시키면서, 오직 남성의 이익만을 만족시키기 때문이다.
여성주의 인식론의 중심 아이디어는 지식이 이론의 특정한 관점을 반영한다는 사실이다. 여성주의 철학자들의 주된 관심은 어떻게 젠더 고정관념이 알려진 주제를 고정시키는가이다. 그들은 세가지 다른 관점의 관심으로 접근한다 : 페미니스트 견해 이론, 페미니스트 포스트모더니즘, 페미니스트 경험주의. 견해이론은 인식론적으로 특권층의 구체적인 사회적 관점을 정의한다. 페미니스트 포스트모더니즘은 사회적 정체성의 불안정성과 그들의 표현을 강조한다. 경험주의는 페미니즘의 주요 관심사와 증거를 통한 페미니즘 이론을 증명하기 위한 관찰을 결합한다. 